# Прва лига Црне Горе у одбојци
Прва лига Црне Горе у одбојци, највиши је ранг одбојкашких такмичења у Црној Гори, а организује је Одбојкашки савез Црне Горе. Основана је 2006. након распада заједничке државе Србије и Црне Горе и расформирања бивше заједничке лиге.
Рекордер је Будванска ривијера, која је освојила титулу осам пута заредом, а након што је угашена 2017. године, нови клуб који је основан — Будва, освојила је титулу шест година заредом.

## Шампиони
| Сезона   | Првак                  | Други                   | Трећи                   |
| -------- | ---------------------- | ----------------------- | ----------------------- |
| 2006/07. | Будућност (1)          | Будванска ривијера      | Јединство               |
| 2007/08. | Будућност (2)          | Будванска ривијера      | Јединство               |
| 2008/09. | Будванска ривијера (1) | Будућност               | Студентски центар       |
| 2009/10. | Будванска ривијера (2) | Будућност               | Студентски центар       |
| 2010/11. | Будванска ривијера (3) | Будућност               | Студентски центар       |
| 2011/12. | Будванска ривијера (4) | Будућност               | Студентски центар       |
| 2012/13. | Будванска ривијера (5) | Будућност               | Јединство               |
| 2013/14. | Будванска ривијера (6) | Будућност               | Јединство               |
| 2014/15. | Будванска ривијера (7) | Будућност               | Јединство               |
| 2015/16. | Будванска ривијера (8) | Јединство               | Будућност               |
| 2016/17. | Јединство бемах (1)    | Будванска ривијера      | Будућност капитал плаза |
| 2017/18. | Јединство бемах (2)    | Будућност капитал плаза | Бар волеј               |
| 2018/19. | Будва (1)              | Будућност               | Јединство               |
| 2019/20. | Будва (2)              | Јединство               | Будућност               |
| 2020/21. | Будва (3)              | Будућност               | Морнар                  |
| 2021/22. | Будва (4)              | Будућност               | Морнар                  |
| 2022/23. | Будва (5)              | Будућност               | Морнар                  |
| 2023/24. | Будва (6)              | Будућност               | Јединство               |

### Успешност клубова
| Клуб               | Првак | Други | Година првак                                                           | Година други |
| ------------------ | ----- | ----- | ---------------------------------------------------------------------- | --- |
| Будванска ривијера | 8     | 3     | 2008/09, 2009/10, 2010/11, 2011/12, 2012/13, 2013/14, 2014/15, 2015/16 | 2006/07, 2007/08, 2016/17.                                                                                          |
| Будва              | 6     | 0     | 2018/19, 2019/20, 2020/21, 2021/22, 2022/23, 2023/24                   | |
| Будућност          | 2     | 13    | 2006/07, 2007/08.                                                      | 2008/09, 2009/10, 2010/11, 2011/12, 2012/13, 2013/14, 2014/15, 2017/18, 2018/19, 2020/21, 2021/22, 2022/23, 2023/24 |
| Јединство          | 2     | 2     | 2016/17, 2017/18.                                                      | 2015/16, 2019/20.                                                                                                   |